# Toni Ulmen
Anton „Toni“ Ulmen (* 25. Januar 1906 in Düsseldorf; † 4. November 1976 ebenda) war ein deutscher Motorrad- und Automobilrennfahrer. Von 1949 bis 1952 wurde er viermal deutscher Sportwagen- bzw. Formel-2-Meister.

## Leben

### Handwerker, Kaufmann und Rennfahrer
Nach der Schulzeit machte Toni Ulmen in der Motorradwerkstatt Hasenclever eine Lehre als Maschinenschlosser. Danach gründete er zusammen mit seinem Bruder Andreas die Firma Gebrüder Ulmen, die noch vor dem Zweiten Weltkrieg die Vertretung von Opel in Düsseldorf übernahm. Sein anderer Bruder war Fahrlehrer.
Toni Ulmens motorsportliche Laufbahn begann 1925 bei der Großen Deutschland-Rundfahrt auf einer 250er Velocette. Zwei Jahre später, am 18. Juni 1927, gewann er – ebenfalls auf Velocette – beim ersten Eifelrennen, dem Eröffnungsrennen des Nürburgrings die 350er-Klasse, bei dem die gesamte Strecke von 28,265 km fünfmal zurückzulegen war. Ulmen fuhr die 141,5 km in 1:40:51,0 Stunden bzw. mit einem Durchschnitt von 84,0 km/h. 1929 siegte er im 350er-Lauf des Eilenriederennens in Hannover und ab 1930 war Toni Ulmen Werksfahrer bei NSU.

### Die Zeit nach dem Zweiten Weltkrieg
Nach 1946 fuhr Ulmen Autorennen und errang auf einem BMW 328 beim Karlsruher Dreiecksrennen den zweiten Platz. 1947 wurde er als bester Sportwagenfahrer des Jahres ausgezeichnet.
1949 siegte er bei neun Rennen, unter anderem beim Solitude-Rennen bei Stuttgart und auf dem Grenzlandring. Siebenmal belegte er den zweiten Platz. Er wurde Deutscher Meister für Rennwagen der Formel 2 (ebenso 1950 und 1952). 1950 startete er auf dem Nürburgring beim ersten Großen Preis von Deutschland nach dem Zweiten Weltkrieg und belegte mit seinem privaten Veritas (einem RS mit freistehenden Rädern) Platz vier. Auf dem Grenzlandring konnte er sich 1950 und 1951 unter den ersten drei platzieren. 1951 wurde er Deutscher Meister für Sportwagen bis 2 Liter.
1952 nahm Ulmen als Privatfahrer mit seinem Veritas an zwei Rennen um die Automobil-Weltmeisterschaft teil, die in diesem Jahr wie auch 1953 mit Formel-2-Wagen ausgetragen wurde. Er startete beim Großen Preis der Schweiz in Bremgarten, wo er durch Kraftstoffverlust ausfiel, und beim Großen Preis von Deutschland auf dem Nürburgring, in dem er trotz seines im Vergleich zur Konkurrenz leistungsschwachen Wagens Achter wurde. Im gleichen Jahr gewann er nach 1949 erneut das Formel-2-Rennen auf dem Grenzlandring.
Beim Training für das Rennen auf dem Sachsenring verunglückte Ulmen 1952 auf regennasser Strecke, wobei sein Wagen – wegen seines Alters „Großmutter“ genannt – schwer beschädigt wurde; er selbst erlitt aber keine ernsthaften Verletzungen. Unfallursache war wahrscheinlich ein technischer Defekt. Danach startete er nur noch gelegentlich.

### Nach der Rennkarriere
Nach seiner aktiven Laufbahn als Rennfahrer förderte er als Präsident des DMV den Nachwuchs. Bundespräsident Theodor Heuss würdigte Toni Ulmen wegen seiner Erfolge im Motorsport mit dem Silbernen Lorbeerblatt, der in Deutschland höchsten staatlichen Auszeichnung für einen Sportler.
Am 1. Januar 1954 gründete er das spätere Autohaus Toni Ulmen und vertrieb zunächst NSU-Motorräder und das Goggomobil, danach Auto-Union-Fahrzeuge und kurze Zeit Fiat. Seit 1962 vertrat das Unternehmen Citroën. Toni Ulmen war Geschäftsführer bis 1970.

### Privates
Toni Ulmen war zweimal verheiratet. Aus erster Ehe mit Wilhelmine, geborene Theunissen, hatte er einen Sohn, der 1970 seine Nachfolge in der Unternehmensleitung antrat. Das Autohaus wird inzwischen vom Enkel geführt.
Ulmen war langjähriges Mitglied im Düsseldorfer Automobil- und Motorsport-Club 05 und auch Gründungsmitglied bei der Neugründung 1946 des Düsseldorfer Vereins.

## Statistik

### Motorrad-Rennsiege
| Jahr | Klasse  | Maschine  | Rennen           | Strecke                   |
| ---- | ------- | --------- | ---------------- | ------------------------- |
| 1927 | 350 cm³ | Velocette | Eifelrennen      | Nürburgring (Südschleife) |
| 1929 | 350 cm³ | Velocette | Eilenriederennen | Eilenriede                |

### Statistik in der Automobil-Weltmeisterschaft

#### Gesamtübersicht
| Saison | Team       | Chassis        | Motor          | Rennen | Siege | Zweiter | Dritter | Poles | schn. Rennrunden | Punkte | WM-Pos. |
| ------ | ---------- | -------------- | -------------- | ------ | ----- | ------- | ------- | ----- | ---------------- | ------ | ------- |
| 1952   | Toni Ulmen | Veritas Meteor | Veritas 2.0 L6 | 2      | −     | −       | −       | −     | −                | −      | −       |
| Gesamt | Gesamt     | Gesamt         | Gesamt         | 2      | −     | −       | −       | −     | −                | −      |         |

#### Einzelergebnisse
| Saison | 1 | 2 | 3 | 4 | 5 | 6 | 7 | 8 |
| ------ | - | - | - | - | - | - | - | - |
| 1952   |   |   |   |   |   |   |   |   |
| DNF    |   |   |   |   | 8 |   |   |   |

| Legende  | Legende            | Legende                                                          |
| Farbe    | Abkürzung          | Bedeutung                                                        |
| -------- | ------------------ | ---------------------------------------------------------------- |
| Gold     | –                  | Sieg                                                             |
| Silber   | –                  | 2. Platz                                                         |
| Bronze   | –                  | 3. Platz                                                         |
| Grün     | –                  | Platzierung in den Punkten                                       |
| Blau     | –                  | Klassifiziert außerhalb der Punkteränge                          |
| Violett  | DNF                | Rennen nicht beendet (did not finish)                            |
| Violett  | NC                 | nicht klassifiziert (not classified)                             |
| Rot      | DNQ                | nicht qualifiziert (did not qualify)                             |
| Rot      | DNPQ               | in Vorqualifikation gescheitert (did not pre-qualify)            |
| Schwarz  | DSQ                | disqualifiziert (disqualified)                                   |
| Weiß     | DNS                | nicht am Start (did not start)                                   |
| Weiß     | WD                 | zurückgezogen (withdrawn)                                        |
| Hellblau | PO                 | nur am Training teilgenommen (practiced only)                    |
| Hellblau | TD                 | Freitags-Testfahrer (test driver)                                |
| ohne     | DNP                | nicht am Training teilgenommen (did not practice)                |
| ohne     | INJ                | verletzt oder krank (injured)                                    |
| ohne     | EX                 | ausgeschlossen (excluded)                                        |
| ohne     | DNA                | nicht erschienen (did not arrive)                                |
| ohne     | C                  | Rennen abgesagt (cancelled)                                      |
| ohne     | keine WM-Teilnahme |                                                                  |
| sonstige | P/fett             | Pole-Position                                                    |
| sonstige | 1/2/3/4/5/6/7/8    | Punktplatzierung im Sprint-/Qualifikationsrennen                 |
| sonstige | SR/kursiv          | Schnellste Rennrunde                                             |
| sonstige | *                  | nicht im Ziel, aufgrund der zurückgelegten Distanz aber gewertet |
| sonstige | ()                 | Streichresultate                                                 |
| sonstige | unterstrichen      | Führender in der Gesamtwertung                                   |

### Einzelergebnisse in der Sportwagen-Weltmeisterschaft
| Saison | Team            | Rennwagen     | 1   | 2   | 3   | 4   | 5   | 6   | 7   |
| ------ | --------------- | ------------- | --- | --- | --- | --- | --- | --- | --- |
| 1953   | Herman Roosdorp | Jaguar C-Type | SEB | MIM | LEM | SPA | NÜR | RTT | CAP |
| 1953   | Herman Roosdorp | Jaguar C-Type |     |     |     | 3   | DNF |     |     |